# バニティ・フェア (イギリスの雑誌)

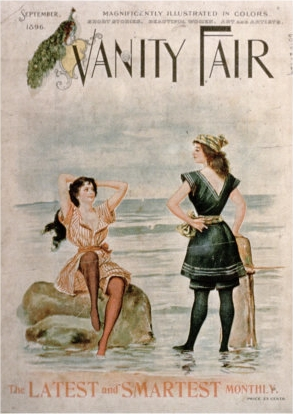
1896年9月1日号の表紙

『バニティ・フェア (Vanity Fair)』は、1868年から1914年まで刊行されていた、イギリスの週刊誌。

## 歴史
「政治、社会、文学の諸々を毎週紹介 (A Weekly Show of Political, Social and Literary Wares)」と副題が付けられていたこの雑誌は、トマス・ギブソン・ボウルズ (Thomas Gibson Bowles) が、ヴィクトリア朝社会の当代的な虚栄を暴くことを目的として創刊したものであった。創刊号は、1868年11月7日にロンドンで発売された。この雑誌は、ファッション、時事、演劇、書籍、社交行事、最新のスキャンダルなどの記事を読者に提供し、さらに連載小説や、言葉遊びゲーム、その他の雑多な情報を掲載していた。
	ボウルズは、この雑誌の記事の大部分を、「ジェフ・ジュニア (Jehu Junior)」など様々な筆名を使って自ら執筆していたが、ほかにもルイス・キャロル、ウィリー・ワイルド (Willie Wilde)、P・G・ウッドハウス、ジェシー・ポープ (Jessie Pope) や、1904年6月から1906年10月まで編集者も務めたバートラム・フレッチャー・ロビンソン (Bertram Fletcher Robinson) などが寄稿していた。
1911年、既に財政的に行き詰まりかけていた『バニティ・フェア』誌は、フランク・ハリスからトマス・アリソン (Thomas Allinson) へ売却された。しかし、アリソンはこの雑誌の立て直しに失敗し、1914年2月5日には『バニティ・フェア』の最終号が刊行され、同誌は『Hearth and Home』誌に統合された。

## 風刺画
『バニティ・フェア』のほとんどの号には、同時代の人気者やお偉方などを取り上げたカリカチュアを、全頁大の多色刷りリトグラフで掲載しており、この雑誌の名物として当時も、今日でもよく知られている。取り上げられた人物には、芸術家、スポーツ選手、王族、政治家、科学者、作家、俳優、軍人、宗教関係者、実業家、学者などがいた。のべ2000点以上が掲載されたカリカチュアは、同時代の画像による記録となっており、この雑誌の最も重要な文化遺産と考えられている。このカリカチュアは、各国の様々な描き手によっており，その中にはマックス・ビアボーム (Max Beerbohm)、サー・レスリー・ウォード（Leslie Ward：作品に「Spy」や「Drawl」と署名した）、イタリア人であるカルロ・ペレグリーニ（Carlo Pellegrini：「Singe」、「Ape」）、メルキオーレ・デルフィコ（Melchiorre Delfico：「Delfico」）、リボリオ・プロスペリ（Liborio Prosperi：「Lib」）や、フランス人のジェームズ・ティソ（James Jacques Tissot：「Coïdé」）、アメリカ人のトーマス・ナストなどがいた。

## ギャラリー

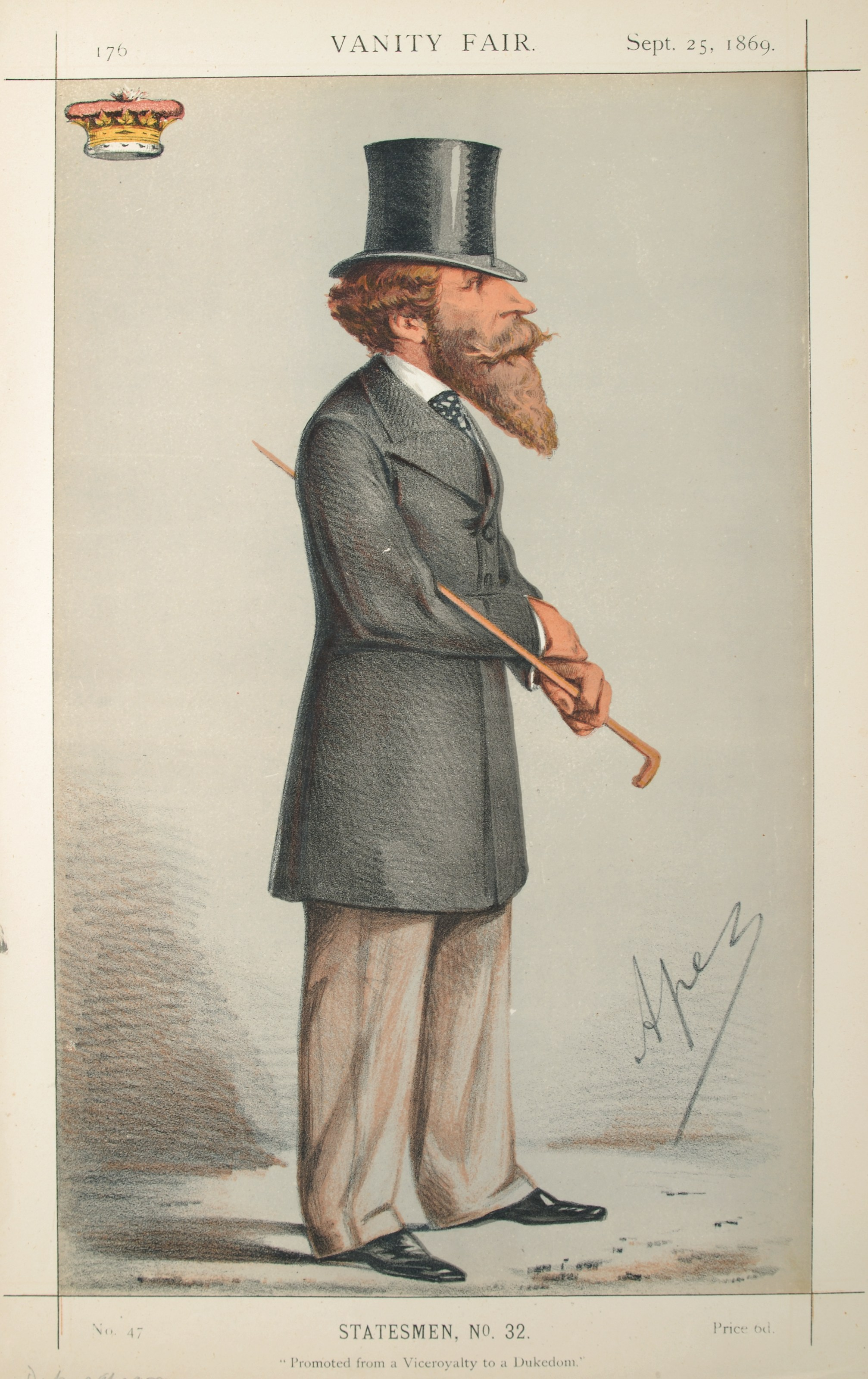
アバコーン公爵 - カルロ・ペレグリーニ作、1869年9月25日号
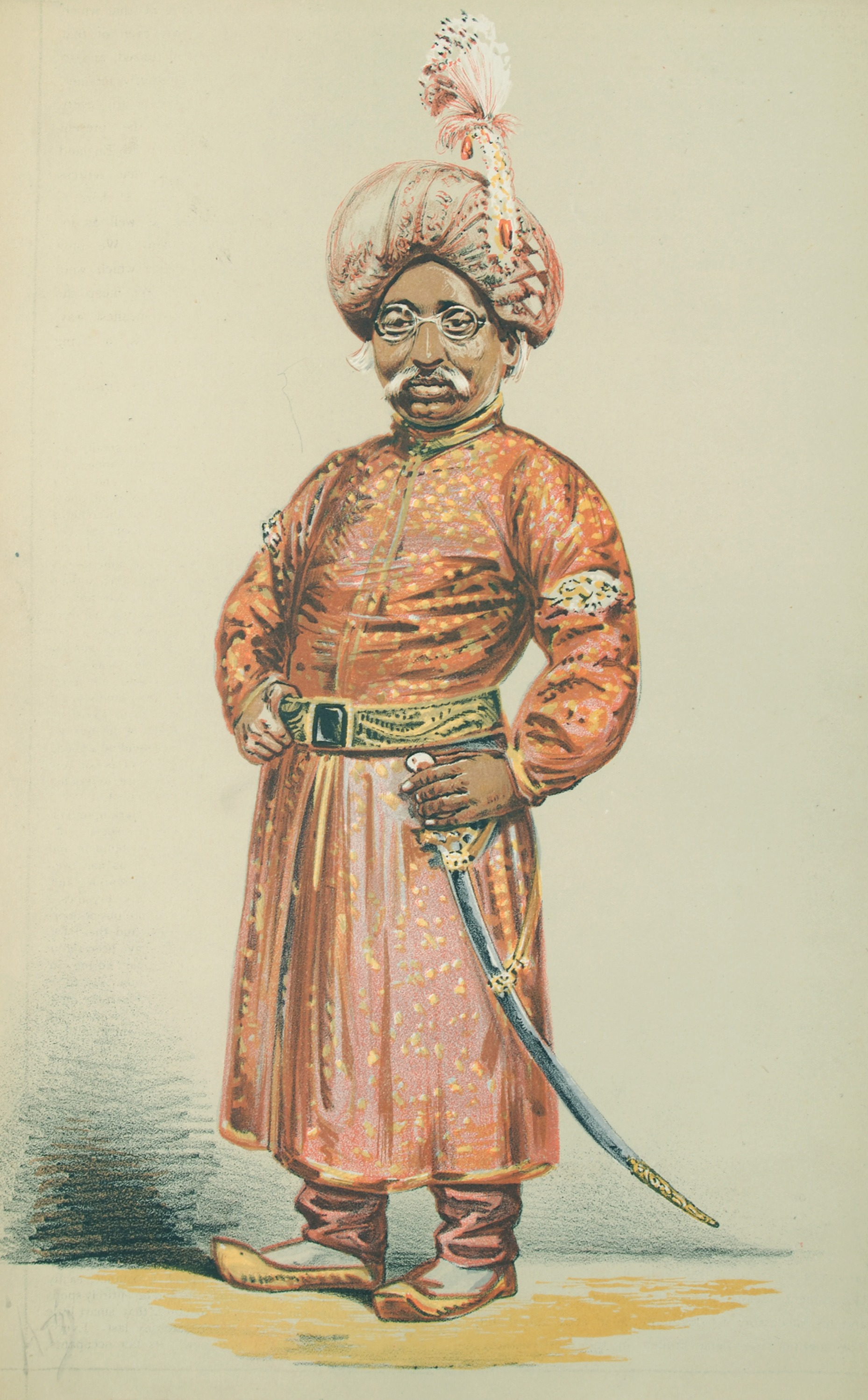
ベンガルのマンスール・アリ・カーン (Mansur Ali Khan of Bengal - アルフレッド・トンプソン（「Atn」）作、1870年4月16日号
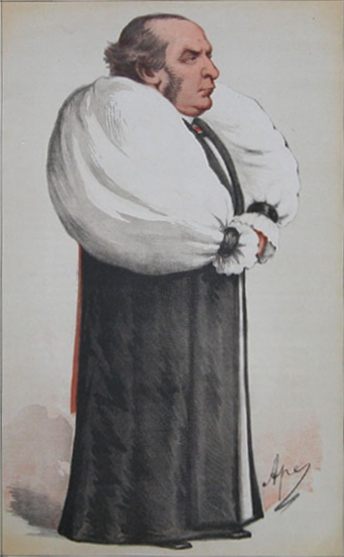
ヨーク大主教ウィリアム・トンプソン (William Thomson, Archbishop of York) - カルロ・ペレグリーニ作、1871年6月24日号
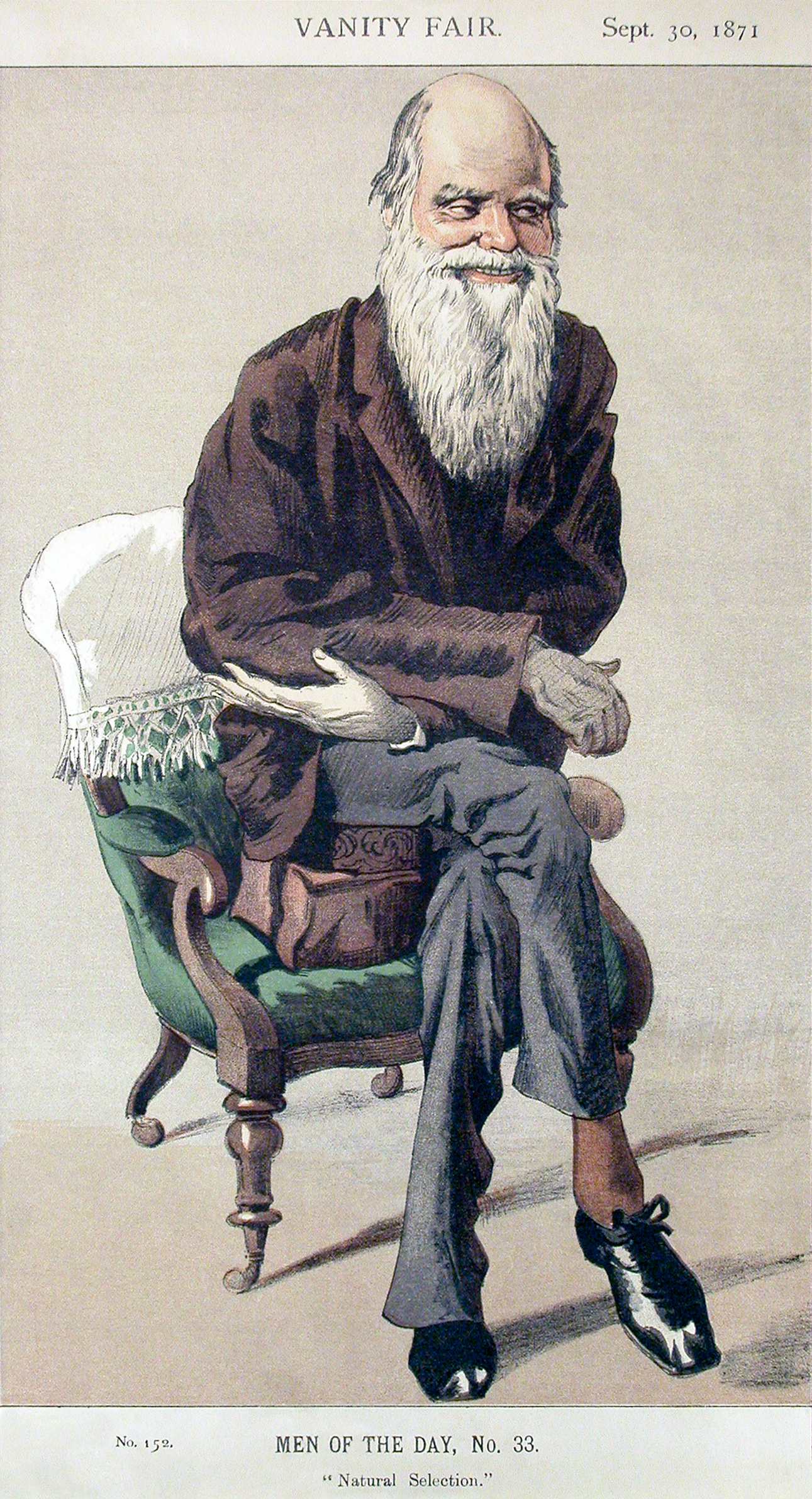
チャールズ・ダーウィン - ジェームズ・ティソ作、1871年9月30日号
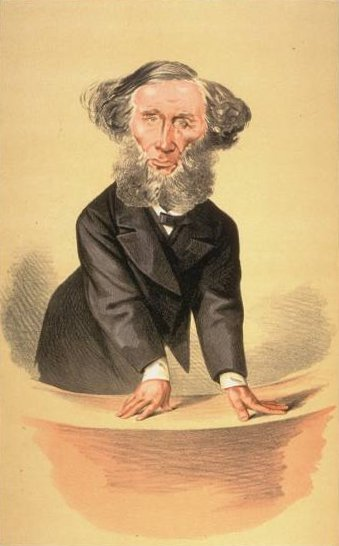
ジョン・ティンダル - アドリアーノ・チェチオーニ作、1872年4月6日号
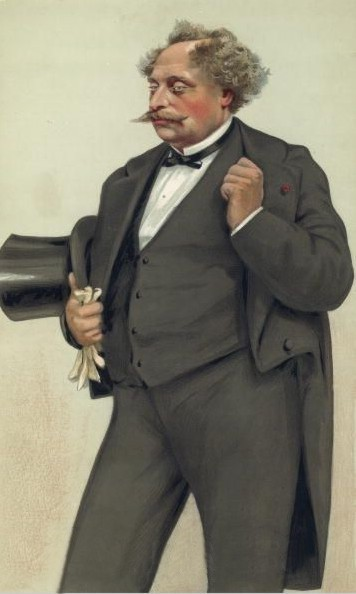
アレクサンドル・デュマ・フィス - テオバルド・シャルトラン (Théobald Chartran) 作、1879年12月27日号
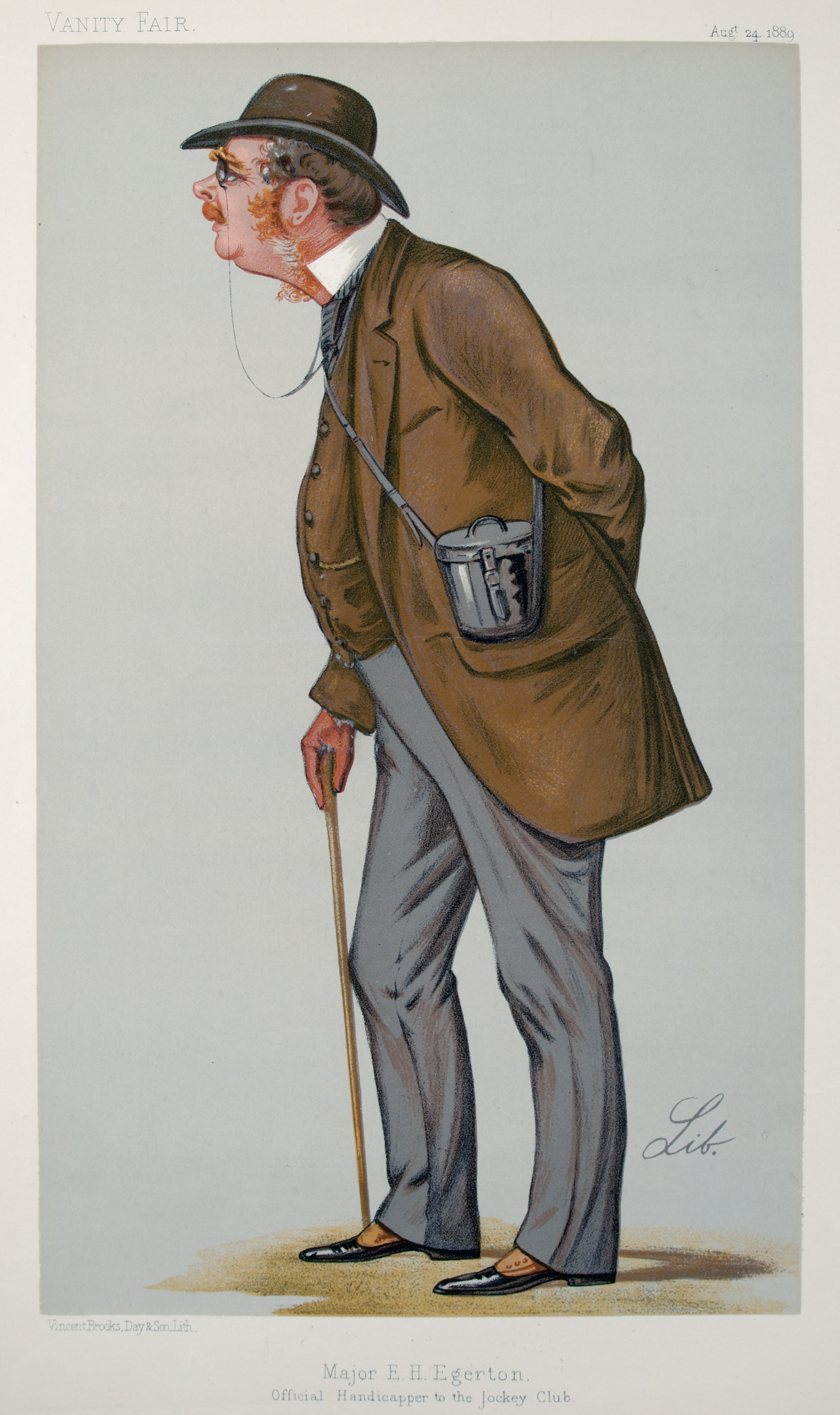
E・H・イガートン少佐 (Maj. E.H. Egerton) - リボリオ・プロスペリ作、1889年8月24日号
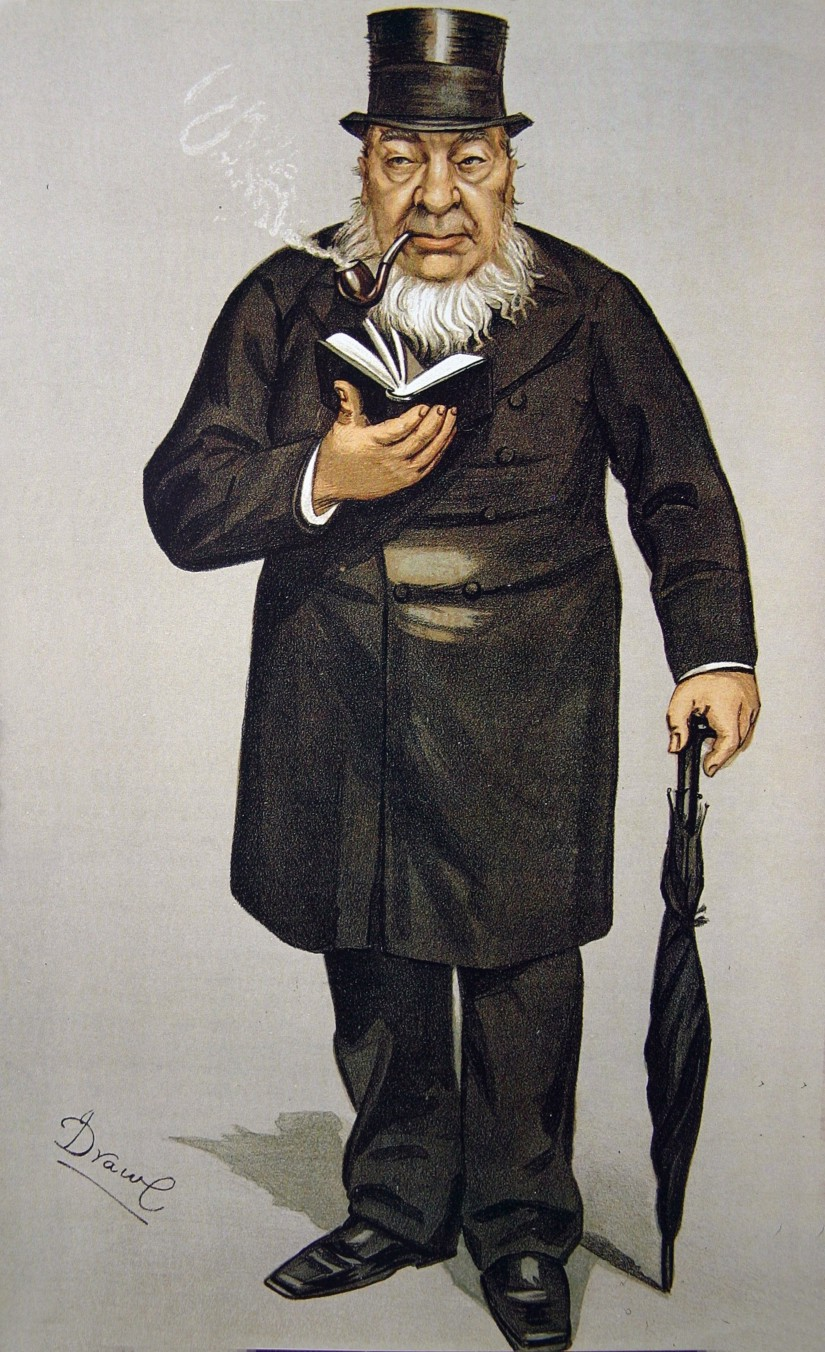
南アフリカ共和国（トランスヴァール共和国）大統領ポール・クリューガー - レスリー・ウォード作、1900年3月8日号
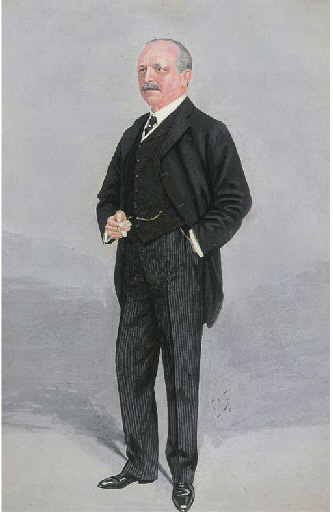
鉄道事業家アーチャー・ベイカー (Archer Baker) - ルーク・フィルズ (Luke Fildes) 作、1910年1月13日号
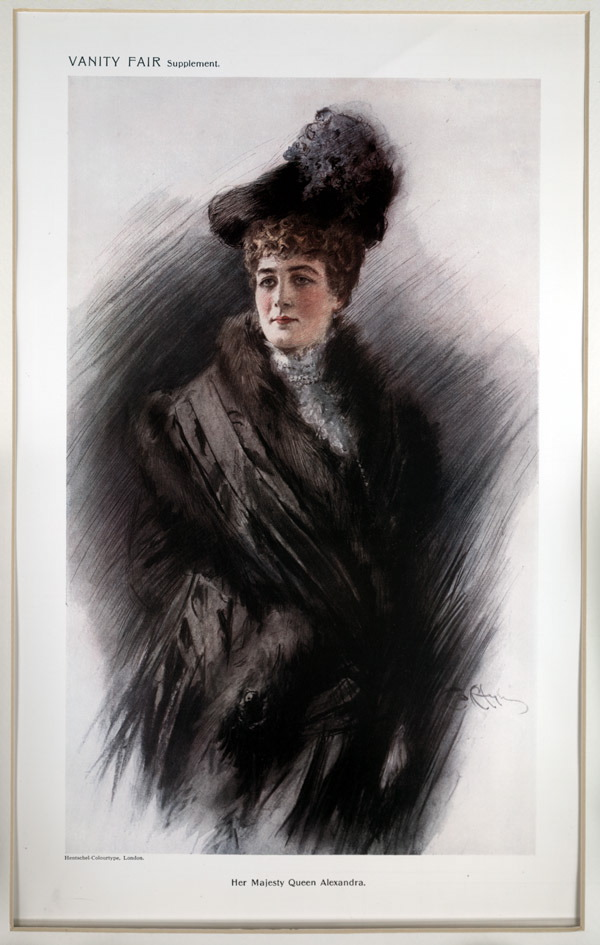
アレクサンドラ王妃 - 署名なし、1911年6月7日号
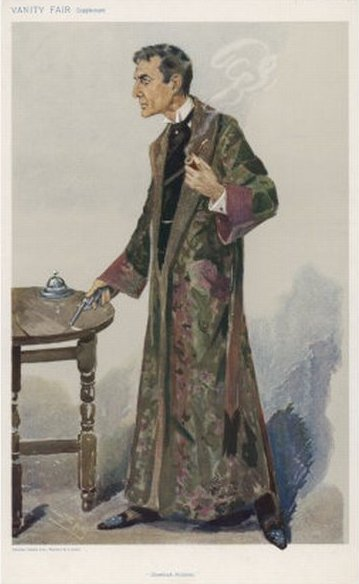
シャーロック・ホームズを演じるウィリアム・ジレット - 1907年
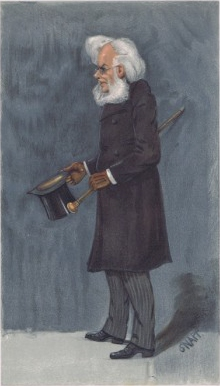
ノルウェーの作家ヘンリック・イプセン - 1901年12月12日号
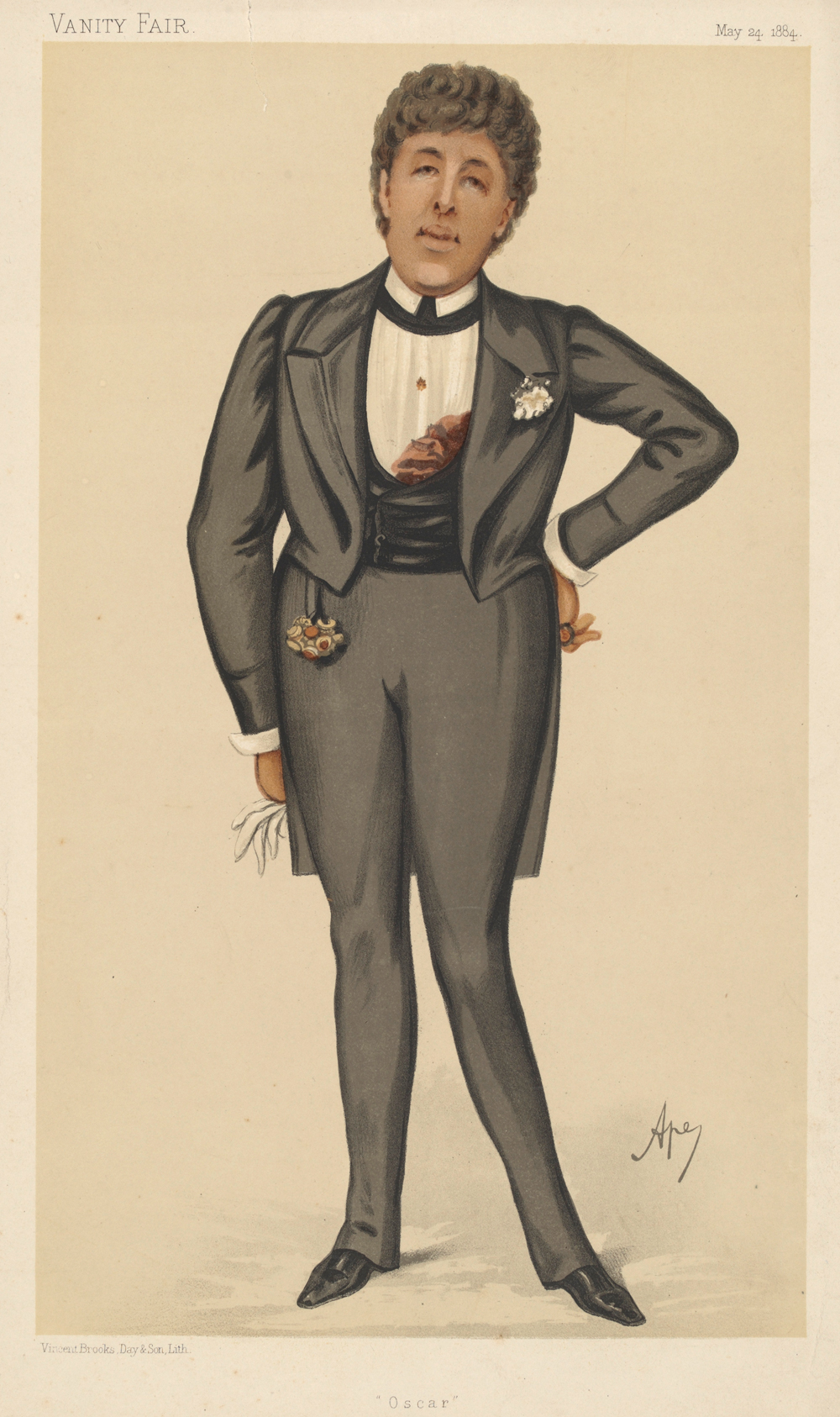
オスカー・ワイルド - 1884年5月24日号